# Tanneguy III. du Chastel
Tanneguy du Chastel oder Tanguy du Châtel (* 1369 auf Burg Trémazan; † 1449) war ein französischer Beamter des 15. Jahrhunderts.

## Leben

Wappen der Familie du Chastel

Im Jahr 1415 war er königlicher Vogt (Prévôt) von Paris. Im Bürgerkrieg der Armagnacs und Bourguignons war er einer der Oberhäupter der Partei der Armagnacs an der Seite des Konnetabel Bernard VII. von Armagnac.
Als es Johann Ohnefurcht, dem Herzog von Burgund in der Nacht vom 28. auf den 29. Mai 1418 gelang, durch Verrat mit seinen Truppen in die Stadt einzudringen, war es Tanguy du Chastel, der den Dauphin, den späteren König Karl VII. in eine Decke gewickelt in Sicherheit brachte.
Gemeinsam mit Jean Louvet, einem anderen Parteigänger Karls VII., war er einer der Täter bei der Ermordung Johann Ohnefurchts am 10. September 1419.
Ab 1425 ging sein Einfluss zurück, während der des Connétable von Richemont stieg. 1429 schaffte er es jedoch noch, den Dauphin dazu zu bringen, Jeanne d’Arc zu empfangen und dann auch zu unterstützen, im Gegensatz zu anderen unter seinen Beratern, die einen Ausgleich mit den Bourguignons herbeiführen wollten, um gemeinsam gegen die Engländer vorzugehen.